# Teletank

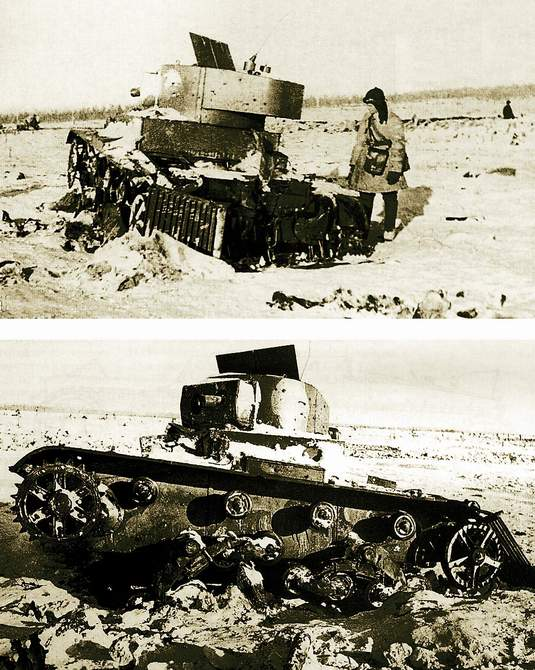
Teletank TT-26 (na bazie T-26)

Teletank (ros. Телетанк) – seria zdalnie sterowanych, bezprzewodowych i bezzałogowych czołgów produkowanych w Związku Radzieckim w latach 30. i 40. XX wieku. Czołg był sterowany przez radio na odległość od 500 do 1500 metrów. Żołnierzy obsługujących teletanki nazywano „grupami telemechanicznymi”. Użyto ich między innymi podczas wojny sowiecko-fińskiej (1939–1940) oraz na początku niemieckiej inwazji na ZSRR (1941).
Teletanki budowano na podwoziach takich czołgów, jak MS-1, T-26, T-38, BT-5 czy BT-7.

## Wyposażenie i taktyka użycia
Teletanki wyposażano w karabiny maszynowe DP, miotacze ognia, czasem także ładunki wybuchowe (200–700 kilogramów) w opancerzonych pudłach wyposażone w zapalniki czasowe. Takie teletanki podjeżdżały w pobliże celu, zostawiały ładunek i wycofywały się, zanim następowała eksplozja. Niektóre były również zaprojektowane do użycia broni chemicznej, ale nigdy do takiego przypadku nie doszło. Każdy teletank mógł odbierać od 16 do 24 poleceń przez radio. Nadajniki posiadały dwie różne częstotliwości fal, co pozwalało na użycie wielu maszyn w tym samym czasie (na przykład teletank z karabinem osłaniał czołg z ładunkiem wybuchowym).
Typową taktyką było trzymanie się kontrolerów czołgu z dala od celu, zapewniając osłonę ogniową teletankowi (zwykle siedząc w innym czołgu z nadajnikiem). Gdyby wróg zdołał przechwycić czołg, załoga miała go zniszczyć z pomocą działa. Gdy czołg transportowano, kierowano nim jak każdym, za pomocą kierowcy w środku.
Choć w zasadzie działania czołg był podobny do niemieckich Goliatów, miał jedną dużą zaletę: polecenia przesyłano radiem, a nie kablem, który można było łatwo przeciąć i zdobyć maszynę.
Poza teletankami w szeregach Armii Czerwonej znajdowały się między innymi zdalnie sterowane kutry czy samoloty.